# Sloup se sochou Panny Marie (Nové Město nad Metují)
Sloup se sochou Panny Marie se nalézá na Husově náměstí v Novém Městě nad Metují v okrese Náchod. Barokní sloup z roku 1696 je chráněn od 3. 5. 1958 jako kulturní památka ČR. Národní památkový ústav tuto sochu uvádí v katalogu památek pod rejstříkovým číslem ÚSKP 45001/6-2914.

## Popis
Zlacená socha Panny Marie je vysoká asi 120 cm, lehce prohnutá, v dramatické draperii, má sepjaté ruce a pohled tváře vzhůru. Kolem hlavy je svatozář s jedenácti pozlacenými hvězdami.
Sloup, situovaný severně od středu náměstí, byl vybudován nákladem města jako dík za to, že se mu vyhnula epiemie moru. Vzhledem k tehdy špatné finanční situaci města byl však vybudován až po 15 letech od epidemie. Opravy sloupu byly prováděny v letech 1879, 1905-1906 a 1933, dále v roce 1997 Jindřichem Roubíčkem z Náchoda a v roce 2008 Antonínem Wagnerem.